# Білим Микола Никифорович
Микола Никифорович Білим (? — ?) — український радянський партійний діяч, 1-й секретар Кадіївського міського комітету КПУ Луганської області. Член Ревізійної Комісії КПУ в 1966—1973? р.

## Біографія
Член ВКП(б) з 1950 року.
Перебував на партійній роботі.
До початку 1966 року — 2-й секретар Кадіївського міського комітету КПУ Луганської області.
У 1966—1973 роках — 1-й секретар Кадіївського міського комітету КПУ Луганської області.
У 1973 році був заарештований і засуджений на 12 років позбавлення волі за розтрату 200 тисяч рублів та нецільове використання державних коштів («справа луганської «Зорі»»). Чотири роки відсидів у таборах, потім був амністований.

## Нагороди
- ордени
- медалі